# Ашуг Микаил Азафлы
Ашуг Микаил Азафлы (азерб. Aşıq Mikayıl Azaflı), полное имя Микаил Джаббар оглы Зейналов азерб. Mikayıl Cabbar oğlu Zeynalov (21 марта 1924, Товуз Азербайджанская ССР — 12 октября 1990, Товуз Азербайджанская ССР) — азербайджанский ашуг XX века, один из видных представителей товузской ашугской школы. Заслуженный работник культуры Азербайджанской ССР (1989).

## Биография
Микаил Джаббар оглы Зейналов родился, жил, творил и умер в деревне Азафлы Товузского района Азербайджанской ССР. Он является представителем товузской ашугской школы Азербайджана. В юности ашуг Микаил Зейналов принял псевдоним «Джошгун» азерб. «Coşqun», а в дальнейшем поменял его на «Азафлы», по названию родной деревни.
Ашуг Азафлы был избран членом Президиума Всесоюзного музыкального общества. Это было оценкой его музыкального таланта. Впервые он посетил Москву в 1954 году для участия в музыкальном фестивале, где был награждён медалью. В собственном архиве поэта-ашуга хранится официальное письмо от 12 ноября 1987 года, написанное ему первым заместителем председателя общества В. М. Самойленко, в котором последний приглашал поэта в Москву, на первое пленарное заседание Всесоюзного музыкального общества. В дальнейшем он неоднократно приглашался в Москву для участия в различных собраниях, симпозиумах и фестивалях.
Ашуг Азафлы был противником коммунизма, и это выражается в его стихах. По этой причине, в 1961 году он был признан виновным в краже и хранении оружия в своём доме и приговорён к четырём годам лишения свободы. Тюрьма стала своеобразным университетом для ашуга, и помогла ему накопить большой опыт. Его стихи, в которых описана тюремная жизнь, стали популярными ещё в период пребывания его в заключении.
Антикоммунистический характер стихов и последовавшее за этим тюремное заключение привело к тому, что поэт попал в опалу, которая продлилась до середины восьмидесятых годов XX века. Большую роль в реабилитации Ашуга Азафлы сыграл один из руководителей азербайджанского телевидения, писатель Нахид Гаджиев. Благодаря Гаджиеву вначале была снята и показана по центральному телевидению часовая программа, посвящённая жизни и творчеству Азафлы. Передача вызвала большой интерес у терезрителей, благодаря чему, в 1987 году, издательство «Язычы» издало книгу поэта, под названием «Старый Орёл». В 1988 году, в доме актёра имени Шарифзаде, был проведён творческий вечер с участием самого поэта, который широко освещался в прессе и на телевидении.
17 мая 1989 года за большой вклад в развитие литературы и искусства, Указом Президиума Верховного Совета Азербайджанской ССР Микаилу Азафлы было присвоено почётное звание «Заслуженный работник культуры».

## Творчество
Ашуг Азафлы является последователем известного азербайджанского ашуга Ибрагима Гарачаоглу, который оказал огромное влияние на ашугское исполнительство всего Азербайджана в целом.

## Издания
- Книга стихотворений «Годжа гартал». Баку, 1987 год и Турция, 1989 год.
- Дастан «Микаил Азафлы и Нарындж хатын».
- Сборники стихов: «Азафлы дубейти» и «Азафлы герайлысы».

## Дань памяти
После смерти поэта его именем была названа одна из улиц в городе Товузе, а также поставлен бюст в деревне Азафлы, перед зданием школы, в которой обучался поэт.
Французская музыкальная группа «Газах», созданная выходцем из Азербайджана Фредриком Газахбейли, включила в свой альбом «La fibre» ашугскую музыку, а один из солистов группы француз Мелука Обри спел песню Микаила Азафлы — «Аманды». В первый их альбом «Фото» был внесён синтез азербайджанской и французской национальной музыки.

## Семья
Трое детей и двое внуков Микаила Азафлы также являются ашугами. Это дочери — Гюляра Азафлы и Миная Азафлы и сын — Ашуг Хаким, а также внуки — Роман Хакимоглы и Мехсети Азафлы.